# Michael Westmore
Michael Westmore (Los Angeles, 22 de março de 1938) é um maquiador estadunidense. Venceu o Oscar de melhor maquiagem e penteados na edição de 1986 por Mask, ao lado de Zoltan Elek.